# Stepan Malkhasyants
Stepan Malkhasyants ou Stepanos Sargsi Malkhasyants (en arménien Ստեփան Սարգսի Մալխասյանց), né le 7 novembre 1857 à Akhaltsikhé et mort le 21 juillet 1947 à Erevan, est un philologue, linguiste et lexicographe arménien. 
Spécialiste en littérature arménienne classique, il édite et traduit les œuvres de nombreux historiens arméniens classiques en arménien moderne, et contribue sa vie durant aux avancées de l'étude de la langue arménienne.

## Biographie
Malkhasyants naît à Akhaltsikhé (Empire russe, Géorgie actuelle) le 7 novembre 1857. Il va tout d'abord à l'école Karapetyan, à Akhaltsikhé, puis, de 1874 à 1878, il étudie au séminaire Gevorkian d'Etchmiadzin. Il est ensuite admis au département des études orientales de l'université d'État de Saint-Pétersbourg. Il en ressort diplômé en 1889 (arménien-sanskrit et arménien-géorgien).
Après ses études, Malkhasyants enseigne l'arménien dans plusieurs écoles et contribue régulièrement dans des périodiques et des revues académiques. De retour en Transcaucasie, il enseigne à l'école Karapetyan puis au gymnasium Eghiazaryan d'Akhaltsikhé, aux séminaires Nersisyan, Hovnanyan et Gayanyan de Tiflis, et au séminaire Gevorkian d'Etchmiadzin. Après la fondation de l'université d'État d'Erevan en 1920, il rejoint la faculté d'histoire et de langues ; il est le premier à y donner un cours magistral. En 1940, Malkhasyants reçoit un doctorat ès sciences en philologie. En 1943, il participe à la création de l'Académie arménienne des sciences et en est élu membre.
Il meurt en 1947 à Erevan, à l'âge de 89 ans.

## Travaux
Déjà avant d'obtenir son diplôme, Malkhasyants s'intéresse à l'étude de l'historiographie arménienne classique et médiévale. En 1885, il publie la première édition critique de l'Histoire universelle de Stépanos Taronetsi (Xe - XIe siècle). Il publie par après d'autres éditions critiques des œuvres d'historiens arméniens, notamment Pavstos Buzand (1896), Sébéos (1899), Ghazar Parpetsi (1904) et Movses Khorenatsi (1940). Il développe un intérêt particulier pour ce dernier, auquel il consacre une cinquantaine de publications.
D'autres travaux concernent la grammaire de l'arménien classique et de l'arménien moderne. En 1944-1945, il met la dernière main à un dictionnaire monumental de l'arménien en quatre volumes, Hayeren Batsadrakan Barraran (Dictionnaire explicatif de l'arménien), qui reçoit le prix d'État de l'URSS en 1946. Ce dictionnaire, commencé en 1922, fournit un vocabulaire exhaustif pour l'arménien classique, l'arménien moyen et l'arménien moderne, ainsi qu'une étude des nombreux dialectes arméniens,.